# Kovi
Kovi (ur. 24 stycznia 1957 w Budapeszcie) – węgierski reżyser i producent filmów pornograficznych, także fotoreporter i przedsiębiorca. Laureat branżowych nagród przyznawanych w Berlinie, Brukseli, Paryżu, Turynie, Rydze, Belgradzie i Budapeszcie. W swojej karierze dwukrotnie z rzędu został wybrany najlepszym reżyserem europejskim.

## Życiorys
Urodził się i dorastał w Budapeszcie, gdzie w 1975 ukończył gimnazjum im. Istvána Széchenyi. Od września 1979 do marca 1981 pracował w Federacji Europejskich Fotografów. Po wypadku uszkodził kolana i w 1991 ze względu na nieudaną operację musiał zrezygnować z pracy fotoreportera dla magazynu „Vasárnapi Hírek”. 
Od 12 lutego 1992 do 31 grudnia 2015 był filmowcem, producentem i reżyserem studia LUXx Video w Budapeszcie. W 1994 wyreżyserował swój pierwszy film, Hótehénke, pornobaśni Królewna Śnieżka z udziałem Christopha Clarka, Franka Guna i Zoltána Kabai (w roli Gapcia, jednego z krasnoludków), prawicowego polityka Jobbik. Film rozprowadzony na taśmach VHS odniósł ogromny sukces kasowy na Węgrzech, sprzedając się w ciągu pierwszego roku w ponad 10 tys. egzemplarzy. W latach 2008–2020 pracował dla amatorskiego portalu porno Goldengate.hu.
Od 12 stycznia 2016, po tym jak schudł 91 kg, zajął się promocją produktu Biocom pod nazwą Biokovi i zdrowego stylu życia. W 2017 otrzymał puchar oddziału Kónya firmy BioCom.

## Nagrody i nominacje
| Rok  | Nagroda                                     | Kategoria                                   | Film                                                     | Rezultat  |
| ---- | ------------------------------------------- | ------------------------------------------- | -------------------------------------------------------- | --------- |
| 2001 | Ninfa                                       | Najlepsza okładka                           | Pirate Deluxe 14: Splendor of Hell (2001)                | Nominacja |
| 2001 | Ninfa                                       | Najlepsze DVD                               | Pirate Deluxe 14: Splendor of Hell (2001)                | Nominacja |
| 2002 | AVN Award                                   | Najlepszy reżyser filmu zagranicznego       | Pirate Deluxe 14: Splendor of Hell (2001)                | Wygrana   |
| 2002 | European X Award (Bruksela, Belgia)         | Najlepszy reżyser – Węgry                   | –                                                        | Wygrana   |
| 2003 | AVN Award                                   | Najlepszy reżyser filmu zagranicznego       | Pirate Fetish Machine 4: Sex Terminators (2002)          | Nominacja |
| 2003 | AVN Award                                   | Najlepszy film zagraniczny                  | Pirate Fetish Machine 6: Funky Fetish Horror Show (2002) | Nominacja |
| 2003 | Venus Award                                 | Najlepszy reżyser europejski                | –                                                        | Wygrana   |
| 2004 | Venus Award                                 | Najlepszy reżyser europejski                | –                                                        | Wygrana   |
| 2004 | European X Award                            | Najlepszy reżyser – Kraje Europy Wschodniej | –                                                        | Wygrana   |
| 2006 | Sexcrown Awards Gala                        | Najlepszy reżyser                           | –                                                        | Wygrana   |
| 2006 | XRCO Award                                  | Najlepsza komedia lub parodia               | Private Gold 81: Porn Wars 1 (2006)                      | Nominacja |
| 2006 | Ninfa                                       | Najlepszy reżyser                           | Private Gold 81: Porn Wars 1 (2006)                      | Nominacja |
| 2006 | Ninfa                                       | Najlepszy film                              | Private Gold 81: Porn Wars 1 (2006)                      | Nominacja |
| 2007 | AVN Award                                   | Najlepsze efekty specjalne                  | Private Gold 81: Porn Wars 1 (2006)                      | Wygrana   |
| 2007 | Extasia (The European Adult Awards), Zurych | Najlepszy film europejski                   | Private Gold 81: Porn Wars 1 (2006)                      | Wygrana   |